# Municipio de Valley (condado de Beadle)
El municipio de Valley (en inglés: Valley Township) es un municipio ubicado en el condado de Beadle en el estado estadounidense de Dakota del Sur. En el año 2010 tenía una población de 262 habitantes y una densidad poblacional de 2,86 personas por km².

## Geografía
El municipio de Valley se encuentra ubicado en las coordenadas 44°25′14″N 98°7′36″O / 44.42056, -98.12667. Según la Oficina del Censo de los Estados Unidos, el municipio tiene una superficie total de 91.55 km², de la cual 90,41 km² corresponden a tierra firme y (1,25 %) 1,14 km² es agua.

## Demografía
Según el censo de 2010, había 262 personas residiendo en el municipio de Valley. La densidad de población era de 2,86 hab./km². De los 262 habitantes, el municipio de Valley estaba compuesto por el 94,66 % blancos, el 0,38 % eran afroamericanos, el 2,29 % eran amerindios, el 1,91 % eran de otras razas y el 0,76 % eran de una mezcla de razas. Del total de la población el 2,67 % eran hispanos o latinos de cualquier raza.